# 新潟県道583号村上朝日線
新潟県道583号村上朝日線（にいがたけんどう583ごう むらかみあさひせん）は、新潟県村上市内を通る一般県道である。

## 概要
- 起点 : 新潟県村上市羽下ケ渕字川原（国道345号交点）
- 終点 : 新潟県村上市宮ノ下字番屋（国道7号交点）

## 地理

### 通過する自治体
- 新潟県
  - 村上市

### 交差する道路
- 国道345号（起点：村上市羽下ケ渕字川原）
- 国道7号（終点：村上市宮ノ下字番屋）